# يسبر إريكسون
يسبر إريكسون (بالسويدية: Jesper Eriksson)‏ هو لاعب باندي ‏ سويدي، ولد في 20 سبتمبر 1983.